# Richard Foreman

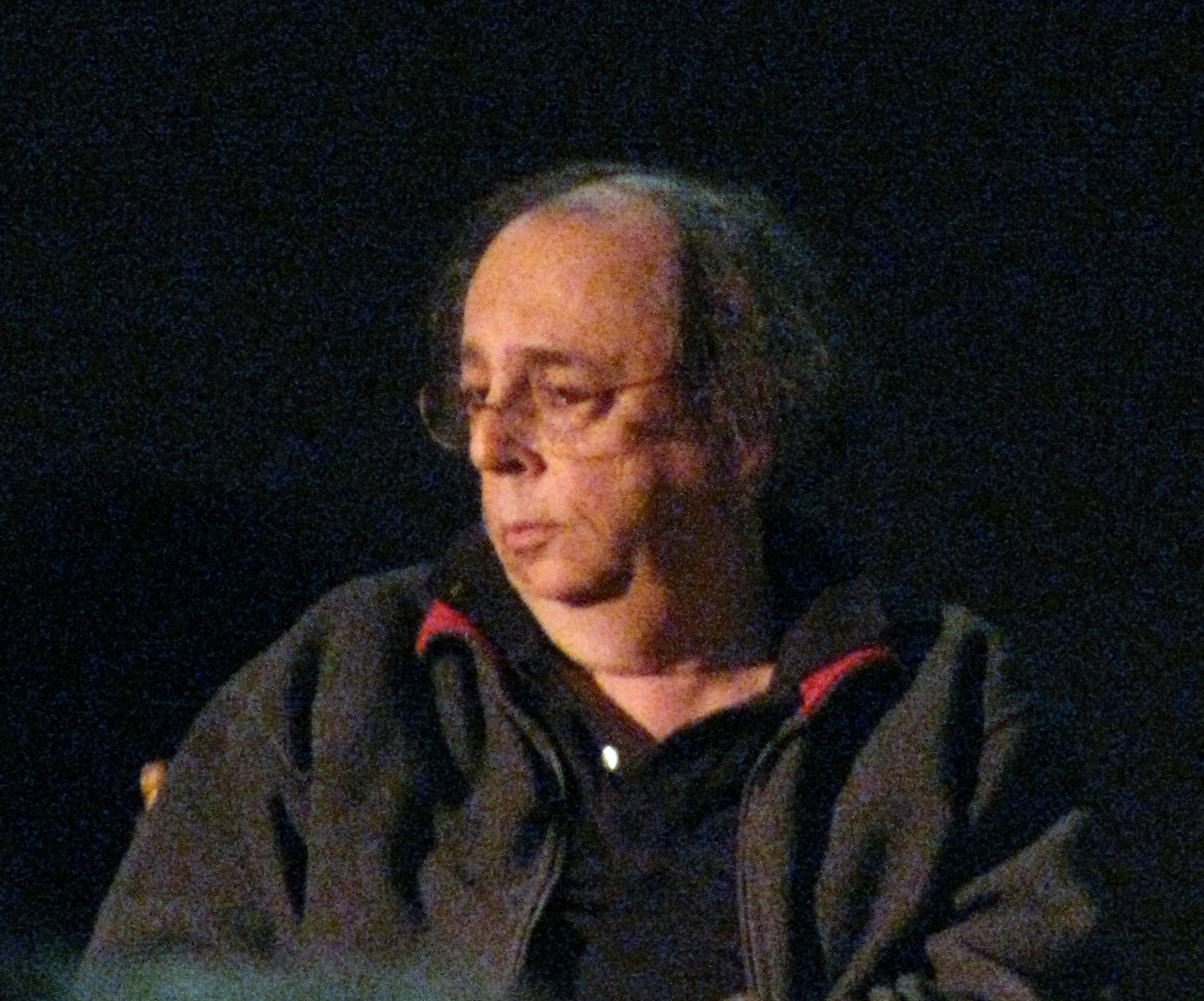
Richard Foreman

Richard Foreman (* 10. Juni 1937 in New York City; † 4. Januar 2025 ebenda) war ein US-amerikanischer Regisseur und Theaterautor.

## Leben
Foreman wuchs in Scarsdale in Westchester County auf und begann bereits in den 50er Jahren theaterpraktische Erfahrungen zu sammeln, indem er Bühnenbilder für Aufführungen in seinem Heimatort gestaltete.
Bis 1959 studierte er an der Brown University in Providence, wo er sich vor allem für den europäischen Kunstfilm (z. B. die Filme Jean Cocteaus) und die Philosophie Ortega y Gassets begeisterte. Nach seinem Abschluss mit einem Bachelor of Arts setzte er sein Studium an der Yale University in New Haven fort und konzentrierte sich dort vor allem auf die Analyse dramatischer Texte.
Nachdem er 1962 das Studium mit einem Master of Fine Arts abgeschlossen hatte, zog Foreman nach New York City, wo er in das Umfeld des Filmemachers und Kritikers Jonas Mekas geriet und Teil des playwriting program des Actors Studio wurde. Zu diesem Zeitpunkt orientierte sich sein Schreiben noch an Dramatikern wie Tennessee Williams und Arthur Miller.
Nach einigen frustrierenden Erfahrungen im etablierten Theaterbetrieb entschied er sich unter dem starken Eindruck des New American Cinema für ein Schreiben, das die dem kreativen Akt zu Grunde liegenden Bewusstseinsprozesse und Widerstände unmittelbar im Schreiben zum Ausdruck kommen lässt. In den kommenden Jahren sollten diese sehr grundsätzliche Herangehensweise auch zum Gegenstand seines neuen Theaters werden.
Im Frühjahr 1968 inszenierte er die erste Produktion des neugegründeten Ontological-Hysteric Theatre in den Räumen von Jonas Mekas' Cinematheque in der 80 Wooster Street. Das Stück wurde an vier aufeinanderfolgenden Abenden vor jeweils sechs bis zwanzig Zuschauern aufgeführt. Seinen ersten größeren Erfolg hatte Foreman dann mit dem gemeinsam mit Stanley Silverman geschriebenen Musiktheaterstück Elephant Steps, das im Juli und August 1968 in Lenox (Massachusetts) uraufgeführt wurde und zwei Jahre später nach New York kam. 1973, nach zahlreichen Inszenierungen eigener Stücke und einer Regiearbeit in Paris (Classical Therapy or a Week under the Influence), zog das Ontological-Hysteric Theatre in die Etage eines überwiegend von Künstlern genutzten Gebäudes in SoHo.
Mitte der 70er Jahre begann Foreman auch, Stücke anderer Autoren zu inszenieren. 1976 führte er Regie bei Brechts Dreigroschenoper für das Vivian Beaumont Theatre am Lincoln Center. In der zweiten Hälfte der 70er begann Foreman, mit den Medien Film und Video zu experimentieren. Ab Mitte der 80er arbeitete er wieder hauptsächlich an eigenen Texten. In Zusammenarbeit mit der Wooster Group entstanden vier Arbeiten. Von 1991 bis 2010 residierte das nunmehr in Ontological Theatre umbenannte Theater unter dem Dach der St. Mark’s Church in der Bowery.
Foreman starb am 4. Januar 2025 im Alter von 87 Jahren in Manhattan.

## Wichtige Inszenierungen

### Theaterstücke
- Angelface, New York City (1968)
- Ida-Eyed, New York City (1969)
- Total Recall, New York City (1970)
- HcOhTiEnLa (or) Hotel China, New York City (1971)
- Dream Tantras for Western Massachusetts, Lennox, Massachusetts (1971) (music by Stanley Silverman)
- Evidence, New York City (1972)
- Sophia= (Wisdom) Part 3: The Cliffs, New York City (1972)
- Particle Theory, New York City (1973)
- Classical Therapy or A Week under the Influence . . . , Paris (1973)
- Pain(t), New York City (1974)
- Vertical Mobility, New York City (1974)
- Pandering to the Masses: A Misrepresentation, New York City (1975)
- Rhoda in Potatoland (Her Fall-Starts), New York City (1975)
- Livre des Splendeurs: Part One, Paris (1976)
- Book of Splendors: Part Two (Book of Leaves) Action at a Distance, New York City (1977)
- Blvd. de Paris (I’ve Got the Shakes), New York City (1977)
- Madness and Tranquility (My Head Was a Sledgehammer), New York City (1979)
- Place + Target, Rome (1980)
- Penguin Touquet, New York City (1981)
- Café Amérique, Paris (1981)
- Egyptology, New York City (1983)
- La Robe de Chambre de Georges Bataille, Paris (1983)
- Miss Universal Happiness, New York City (1985)
- The Cure, New York City (1986)
- Film Is Evil: Radio Is Good, New York City (1987)
- Symphony of Rats, New York City (1987)
- Love and Science, Stockholm (1988)
- What Did He See? New York City (1988)
- Lava, New York City (1989)
- Eddie Goes to Poetry City: Part One, Seattle (1990)
- Eddie Goes to Poetry City: Part Two, New York City (1991)
- The Mind King, New York City (1992)
- Samuel’s Major Problems, New York City (1993)
- My Head Was A Sledgehammer, New York City (1994)
- I’ve Got the Shakes, New York City (1995)
- The Universe, New York City (1995)
- Permanent Brain Damage, New York City (1996) (Gastspiel in London)
- Pearls for Pigs, Hartford, Connecticut (1997) (Gastspiele in Montreal, Paris, Rom, Los Angeles und New York City)
- Benita Canova, New York City (1997)
- Paradise Hotel (Hotel Fuck), New York City (1998) (Gastspiele in Paris, Kopenhagen, Salzburg und Berlin)
- Bad Boy Nietzsche, New York City (2000) (Gastspiele in Brüssel, Berlin und Tokio)
- Now That Communism is Dead, My Life Feels Empty, New York City (2001) (Gastspiele in Wien und Holland)
- Maria Del Bosco, New York City (2002) (Gastspiel in Singapur)
- Panic! (How to Be Happy!), New York City (2003) (Gastspiele in Zürich und Wien)
- King Cowboy Rufus Rules the Universe!, New York City (2004)
- The Gods Are Pounding My Head! AKA Lumberjack Messiah, New York City (2005)
- ZOMBOID! (Film/Performance Project #1), New York City (2006)
- WAKE UP MR. SLEEPY! YOUR UNCONSCIOUS MIND IS DEAD!, New York City (2007)
- DEEP TRANCE BEHAVIOR IN POTATOLAND (A RICHARD FOREMAN THEATER MACHINE), New York City (2008)
- IDIOT SAVANT, New York City (2009)

### Opern
- Elephant Steps, New York City (1968) (Musik: Stanley Silverman)
- Dr. Selavy’s Magic Theater, New York City (1972) (Musik: Stanley Silverman)
- Hotel for Criminals, New York City (1974) (Musik: Stanley Silverman)
- American Imagination, New York City (1978) (Musik: Stanley Silverman)
- Madame Adare, New York City (1980) (Musik: Stanley Silverman)
- Africanis Instructus, New York City (1986) (Musik: Stanley Silverman)
- Love & Science, New York City (1990) (Musik: Stanley Silverman)
- WHAT TO WEAR, Los Angeles (2006) (Musik: Michael Gordon)
- ASTRONOME: A NIGHT AT THE OPERA, New York City (2009) (Musik: John Zorn)

## Bücher
- Plays and Manifestos (1976)
- Theatre of Images (1977)
- Reverberation Machines: The Later Plays and Essays (1986)
- Love and Science: Selected Librettos by Richard Foreman (1991)
- Unbalancing Acts: Foundations for a Theater (1993)
- My Head Was a Sledgehammer: Six Plays (1995)
- No-body: A Novel in Parts (1996)
- Paradise Hotel and Other Plays (2001)
- Richard Foreman (Art + Performance) (2005)
- Bad Boy Nietzsche! and Other Plays (2005)
- Manifestos and Essays (forthcoming 2010)

## Preise und Auszeichnungen
- 1972: Guggenheim for Playwriting
- 1974: Rockefeller Foundation Playwrights Grant
- 1990: Ford Foundation play development grant for Eddie Goes to Poetry City
- 1990: NEA Distinguished Artist Fellowship for Lifetime Achievement in Theater
- 1992: American Academy and Institute of Arts and Letters Award in Literature
- 1992 & 1995: NEA Playwriting Fellowship
- 1996: Edwin Booth Award for Theatrical Achievement
- 1995–2000: MacArthur Fellowship
- 2001: P.E.N. Master American Playwright Award
- 2004: Offizier des Ordre des Arts et des Lettres
- 7 Obie Awards, darunter drei Auszeichnungen für das Beste Stück und eine Auszeichnung für das Lebenswerk